# 北巴林頓 (伊利諾伊州)
北巴林頓（英語：North Barrington）是位於美國伊利諾伊州萊克縣的一個村落。

## 地理
北巴林頓的座標為42°12′28″N 88°08′26″W / 42.20778°N 88.14056°W，而該地最高點為海拔高度247米（即810英尺）。

## 人口
根據2010年美國人口普查的數據，北巴林頓的面積為12.58平方千米，當中陸地面積為11.93平方千米，而水域面積為0.65平方千米。當地共有人口3047人，而人口密度為每平方千米242人。